# Piper achromatolepis
Piper achromatolepis är en pepparväxtart som beskrevs av William Trelease. Piper achromatolepis ingår i släktet Piper och familjen pepparväxter. Inga underarter finns listade i Catalogue of Life.